# Женска репрезентација Кореје у хокеју на леду
Женска репрезентација Кореје у хокеју на леду је мешовита женска хокејашка репрезентација која представља јединствени тим Кореје сачињен од играчица репрезентација Северне и Јужне Кореје.
Репрезентација је формирана уз сагласност локалних хокејашких савеза обе Кореје, те руководства МОК-а и ИИХФ-а са циљем заједничког наступа на Зимским олимпијским играма 2018. у јужнокорејском Пјонгчангу, а званичан договор о њеном оснивању потписан је 20. јануара 2018. године. Репрезентација је наступала под заставом на којој се налази мапа Корејског полуострва, а као званична химна репрезентације свирана је традиционална корејска фолк песма Ариранг. Кореја је на ЗОИ 2018. насупала под посебним олимпијским кодом COR. Званичан састав репрезентације одређен је 30. јануара 2018. тако што је првобитном списку који су чиниле играчице из Јужне Кореје придодато још 12 девојка из Северне Кореје. На тај начин Кореја је постала једини хокејашки тим са укупно 35 играчица у постави, али је за сваку утакмицу било могуће регистровати стандардних 22 играча. За селектора репрезентације одабрана је Сара Мареј, дотадашња селекторка Јужне Кореје.
Прву званичну утакмицу репрезентација је одиграла 4. фебруара 2018. у Инчону, противник је била селекција Шведске, а Корејке су тај пријатељски сусрет изгубиле резултатом 1:3.